# 和歌山ジャンクション
和歌山ジャンクション（わかやまジャンクション）は、和歌山県和歌山市にある阪和自動車道（近畿自動車道紀勢線）と京奈和自動車道（一般国道24号紀北西道路）を結ぶジャンクションである。

## 概要

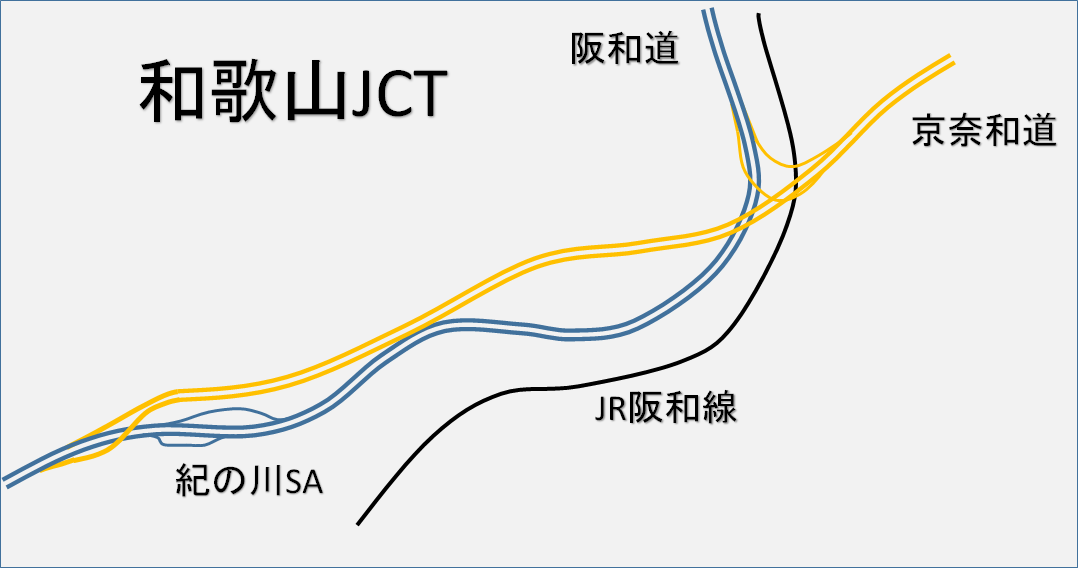
和歌山ジャンクション

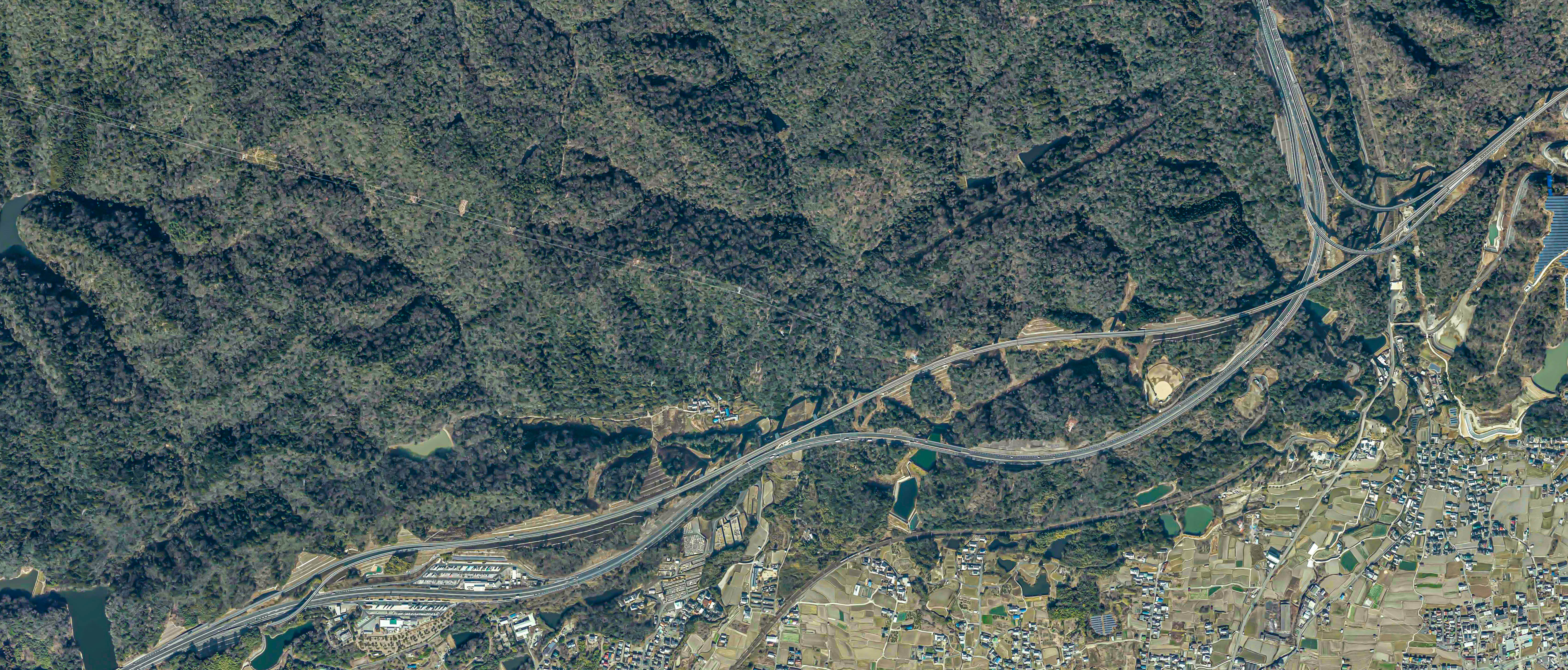
和歌山JCTの空中写真（2022年）

山の斜面という地形の制約上、大阪方面と白浜方面の出入路が約 3 km 離れて接続しており、白浜方面から京奈和道方面相互間のランプはしばらく阪和自動車道と並走する構造になっている。
並行区間内に紀ノ川SAが存在するが、阪和自動車道のみに接続しており、京奈和自動車道を通行する場合には紀ノ川SAを利用することができない。このため、京奈和自動車道を通行する場合、阪和自動車道大阪方面は岸和田SA（25 km先）が、阪和自動車道白浜方面は吉備湯浅PA（30 km先）が、京奈和自動車道方面はかつらぎ西PA（19 km先）が最短で利用できる休憩施設となる。
京奈和自動車道方面は2017年3月18日開通。開通の際に近畿圏で初めて高速道路ナンバリング標識が設置された。和歌山JCTを境に阪和道大阪方面が「E26」、阪和道白浜方面が「E42」、京奈和道橋本方面が「E24」である 。

## 道路
- E26 / E42 阪和自動車道（20-1番）
- E24 京奈和自動車道（20-1番）

## 歴史
- 2017年（平成29年）3月18日 : 開通（阪和自動車道と京奈和自動車道が接続）

## 隣
E26 / E42 阪和自動車道
(20) 阪南IC - (20-1) 和歌山JCT（大阪方面出入路） - 紀ノ川SA - (20-1) 和歌山JCT（白浜方面出入路） - (20-2) 和歌山北IC
E24 京奈和自動車道（一般国道24号紀北西道路）
(20) 岩出根来IC/TB - (20-1) 和歌山JCT（紀ノ川SAは利用できない）